# Grosser Preis des Kantons Aargau 1990
Il Grosser Preis des Kantons Aargau 1990, ventisettesima edizione della corsa, si svolse il 6 maggio su un percorso di 197 km, con partenza e arrivo a Gippingen. Fu vinto dall'olandese Adrie van der Poel della Weinmann-SMM Uster davanti al tedesco Werner Wüller e al belga Carlo Bomans.

## Ordine d'arrivo (Top 10)
| Pos. | Corridore            | Squadra                           | Tempo    |
| ---- | -------------------- | --------------------------------- | -------- |
| 1    | Adrie van der Poel   | Weinmann-SMM Uster                | 4h36'56" |
| 2    | Werner Wüller        | Stuttgart                         | s.t.     |
| 3    | Carlo Bomans         | Weinmann-SMM Uster                | s.t.     |
| 4    | Jean-Claude Leclercq | Helvetia-La Suisse                | s.t.     |
| 5    | Patrick Tolhoek      | Buckler                           | s.t.     |
| 6    | Jocelyn Jolidon      |                                   | s.t.     |
| 7    | Remig Stumpf         | Toshiba                           | s.t.     |
| 8    | Frank Hoste          | La William-Saltos-Fodua-Euroclean | s.t.     |
| 9    | Jesper Skibby        | TVM-Yoko                          | s.t.     |
| 10   | Uwe Nepp             | Stuttgart                         | s.t.     |